# Государственный переворот в Сирии (1963)
Военный переворот в Сирии (араб. ثورة الثامن من آذار‎), или Революция 8 марта (араб. ثورة الثامن من آذار‎) — захват власти в Сирии военным комитетом сирийского регионального отделения Партии арабского социалистического возрождения. Путчисты были вдохновлены успешным военным переворотом иракского регионального филиала.
Переворот был предложен военным комитетом, а не гражданским руководством партии. Однако, Мишель Афляк, лидер партии, дал согласие на смену власти. Переворот первоначально был запланирован на 7 марта, но был отложен на один день после того, как правительство обнаружило место собрания заговорщиков.

## Хронология

### Планирование операции
В 1962 году Военный комитет сирийской регионального отделения партии Баас провел большую часть своего времени в планировании операции по захвату власти в республике. В итоге комитет решил, что необходимо захватить два военных лагеря в Аль-Кисва и в Катане, а также взять под контроль 70 бронетанковую бригаду в Аль-Кисва, военную академию в городе Хомс и радиостанцию Дамаска.
Для успешного переворота военный комитет должен был заручиться поддержкой некоторой части сирийского офицерского корпуса. Распад ОАР в сочетании с мятежами, чистками и переводами оставил офицерский корпус в полном беспорядке. Поэтому антиправительственная агитации быстро приживалась в рядах офицеров. В то время офицерский корпус был разделен на пять различных фракций: фракция в Дамаске, которая была лояльна старому режиму, фракция сторонников Акрама аль-Хаврани, фракция насеристов, фракция БААС и фракция независимых. Фракция насеристов стала союзниками Баас, при том, что они поддерживали президента Гамаля Насера и восстановление ОАР.
Благодаря альянсу Военного комитета с насеристами состоялись тайные переговоры с главой военной разведки полковником Рашидом аль-Кутайни и командиром военной бригады в Хомсе полковником Мухаммедом аль-Суфи.
Подготовка переворота военным комитетом была подвергнута осуждению со стороны гражданского отдела БААС. Причиной осуждения являлась попытка защиты партии от репрессий со стороны действующих властей. На 5-м Национальном конгрессе партии Баас, состоявшемся 8 мая 1962 года, было принято решение оставить Афляка в качестве Генерального секретаря партии.

### Переворот

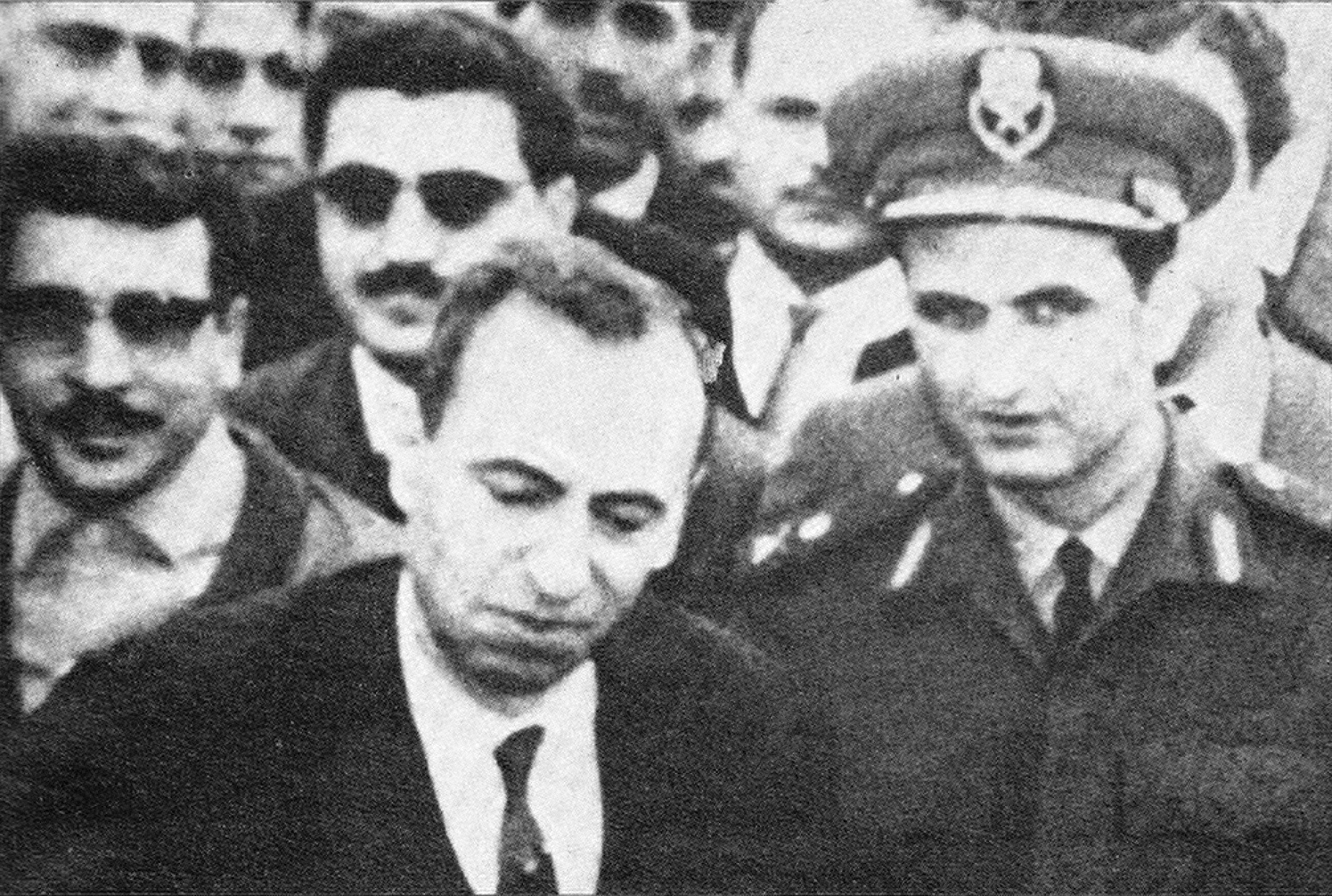
Афляк, лидер гражданского крыла партии, и Джадид, главная фигура в планировании государственного переворота

В отличие от Ирака, сирийское региональное отделение БААС не имело массовой поддержки в народе. Афляк предупредил об этом путчистов, но его опасений никто не разделял и переворот был назначен на 7 марта. Однако, в тот день военная разведка ворвалась в квартиру, где заговорщики планировали устроить собрание. И Асад принял решение отложить переворот до 8 марта.
В ночь на 8 марта танки и подразделения, верные путчистам, начали двигаться на Дамаск. В это время баасисты смогли получить контроль над второй бригадой, дислоцированной в Сувейде. Оказавшись в окружении, командир 70-й бронетанковой бригады генерал-лейтенант Абд аль-Карим сдался, а его пост занял и. о. командира 70-й бронетанковой бригады Мухаммад Умран. Войска Катаны, размещённые на юго-западе Дамаска, не вмешивались в ситуацию, так как Видад Башир контролировал коммуникации в провинции Дамаск. Силы в Аль-Кисва и в Катане были нейтрализованы, и войска аль-Харири пошли на Дамаск. В городе они начали устанавливать контрольно-пропускные пункты и блокады на дорогах, захватили несколько важных объектов, таких как центральный почтамт. Капитан Салим Хатум со своими подчинёнными захватили радиостанцию. Штаб-квартира министерства обороны была взята без боя, а главнокомандующий генерал Захр ад-Дин был арестован. Позже были обнаружен и арестован президент Назим аль-Кудси.
Асад возглавил небольшую группу заговорщиков, для захвата авиабазы Думайр, находившейся в 40 км к северо-востоку от Дамаска. Некоторым самолётам на авиабазе было приказано бомбить позиции повстанцев. Планировалось, что Асад сможет привести людей из бригады аль-Харири для захвата авиабазы до рассвета, чтобы предотвратить воздушные удары. Капитуляция 70 бронетанковой бригады заняла больше времени, чем ожидалось, силы Асада отставали от графика. Когда силы Асада достигли предместий базы, время близилось к полудню. Асад отправил эмиссара, чтобы сообщить командирам, что он начнёт обстреливать базу, если они не сдадутся. Были проведены переговоры об их капитуляции. По словам Асада, их силы могли бы победить в бою, если б он состоялся.
Позднее в этот же день все путчисты были созваны в штаб-квартиру армии для празднования успешного завершения революции. Переворот был встречен среди населения в целом безразлично. 820 человек были убиты во время переворота, еще 20 были казнены вскоре после него.

## Попытка переворота 18 июля
Насеристы всё еще сохраняли относительно высокий уровень влияния в армии, несмотря на чистки, и 18 июля под руководством Джассема Алвана и при помощи египетской разведки они попытались совершить новый переворот против режима баасистов. В столкновениях погибли сотни человек и в конечном итоге переворот провалился. 27 участвовавших офицеров были арестованы и казнены. Президент Луай аль-Атасси впоследствии подал в отставку, сигнализируя о своем несогласии с казнями. Провал восстания Алвана ознаменовал конец значительного влияния насеристов в сирийских военных и гражданских учреждениях.